# Annesley Hall
Pour les articles homonymes, voir Annesley.
Annesley Hall est une résidence d'étudiantes située sur le campus de l'Université de Toronto.
Construit en 1902-1903, le bâtiment a été désigné Lieu historique national du Canada en 1990.

## Description
Le bâtiment, en briques rouges, est construit en style Queen Anne. C'est la première résidence construite spécialement pour des étudiantes au Canada. Elle doit son nom à Susannah Annesley, mère de John Wesley.
Le site a été utilisé comme lieu de tournage du film d'horreur Black Christmas.